# Франчика
Фра̀нчика (на италиански: Francica) е село и община в Южна Италия, провинция Вибо Валентия, регион Калабрия. Разположено е на 322 m надморска височина. Населението на общината е 1695 души (към 2011 г.).